# Церковь Казанской иконы Божией Матери (Куровицы)
Церковь Казанской иконы Божией Матери — православный храм-часовня в деревне Куровицы Гатчинского муниципального округа Ленинградской области. Здание построено во второй половине XIX века.
Является выявленным памятником архитектуры.

## История
Каменная часовня в Куровицах была построена в 1873 году и первоначально освящена во имя Покрова Богородицы. Она носила название Покровской и относилась к Воскресенской церкви в Суйде. Сооружение представляло собой восьмигранную постройку из камня и валуна, с низкой кровлей, апсидой и крыльцом.
В 1937 году часовню закрыли. Здание передали под нужды зернохранилища Куровицкого колхоза имени Кирова. Часовня вновь была открыта в 1941—1943 годах, когда эта территория была оккупирована немецкими войсками. В конце 1960-х годов часовню поставили на учёт как памятник архитектуры местного значения. В 1972 году каменное крыльцо у здания было разобрано.
В 1996 году часовня была отреставрирована и освящена во имя святого Николая Чудотворца, а 21 июля 1998 года переосвящена как церковь во имя Казанской иконы Божией Матери. Здесь стали идти нерегулярные богослужения.
На стене часовни установлена мемориальная доска, посвященная подвигу Владимира Петровича Нестерова — лётчика, проходившего службу на Сиверском аэродроме. 2 апреля 1981 года, пожертвовав жизнью, он предотвратил падение своего загоревшегося самолета на деревню Куровицы.

## Галерея

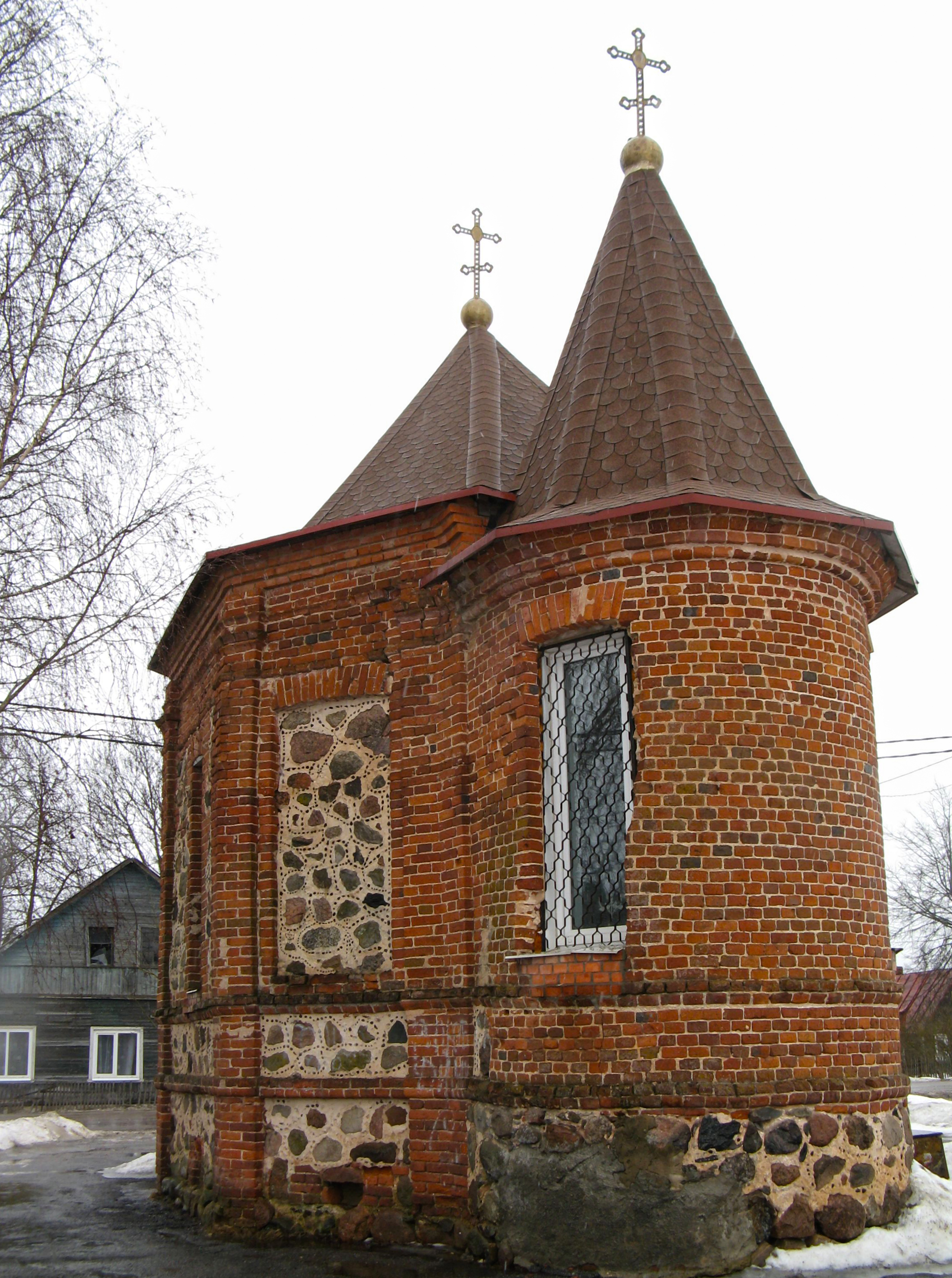
Один из видов церкви (2021)
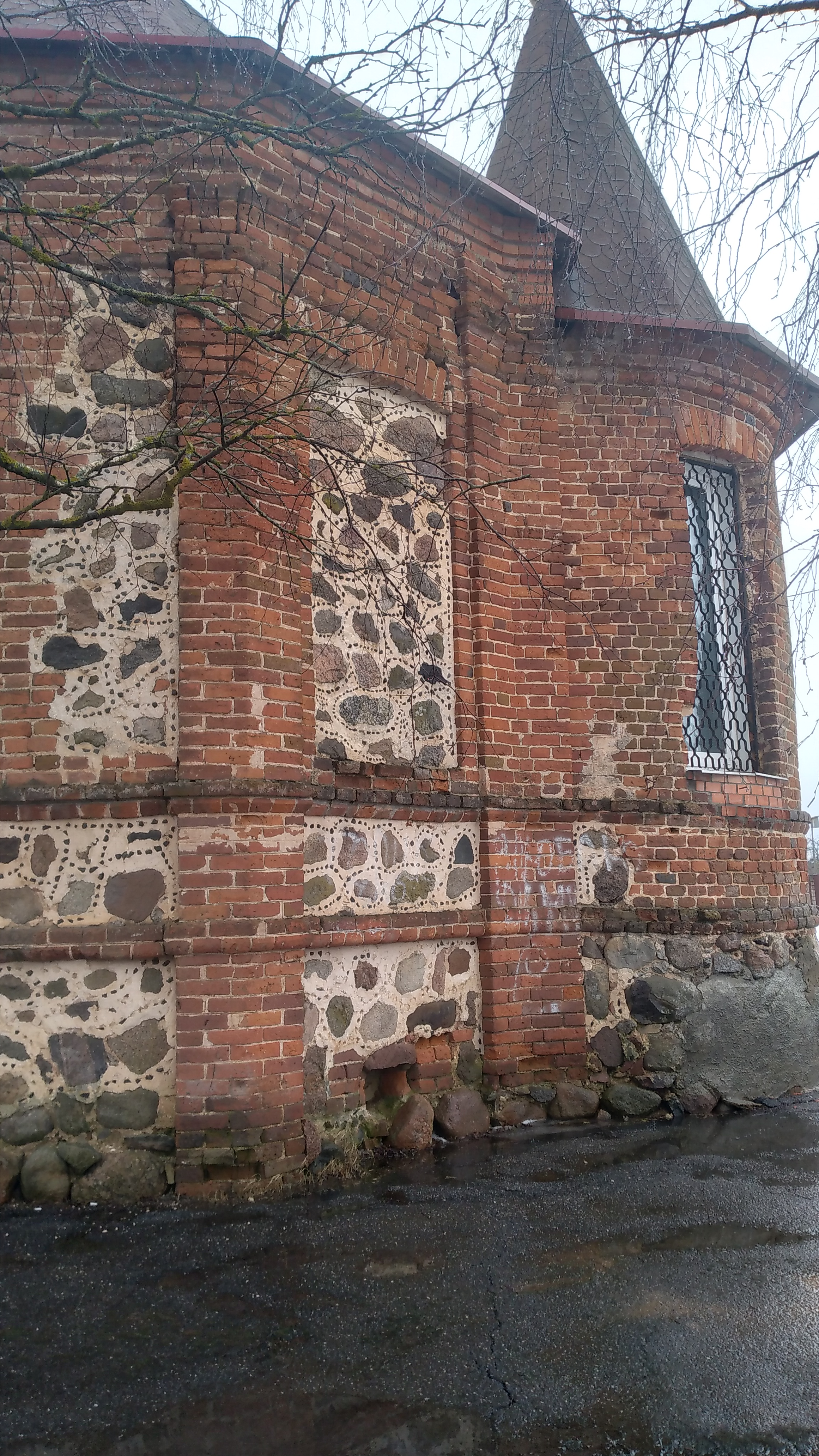
Кладка крупным планом (2021)
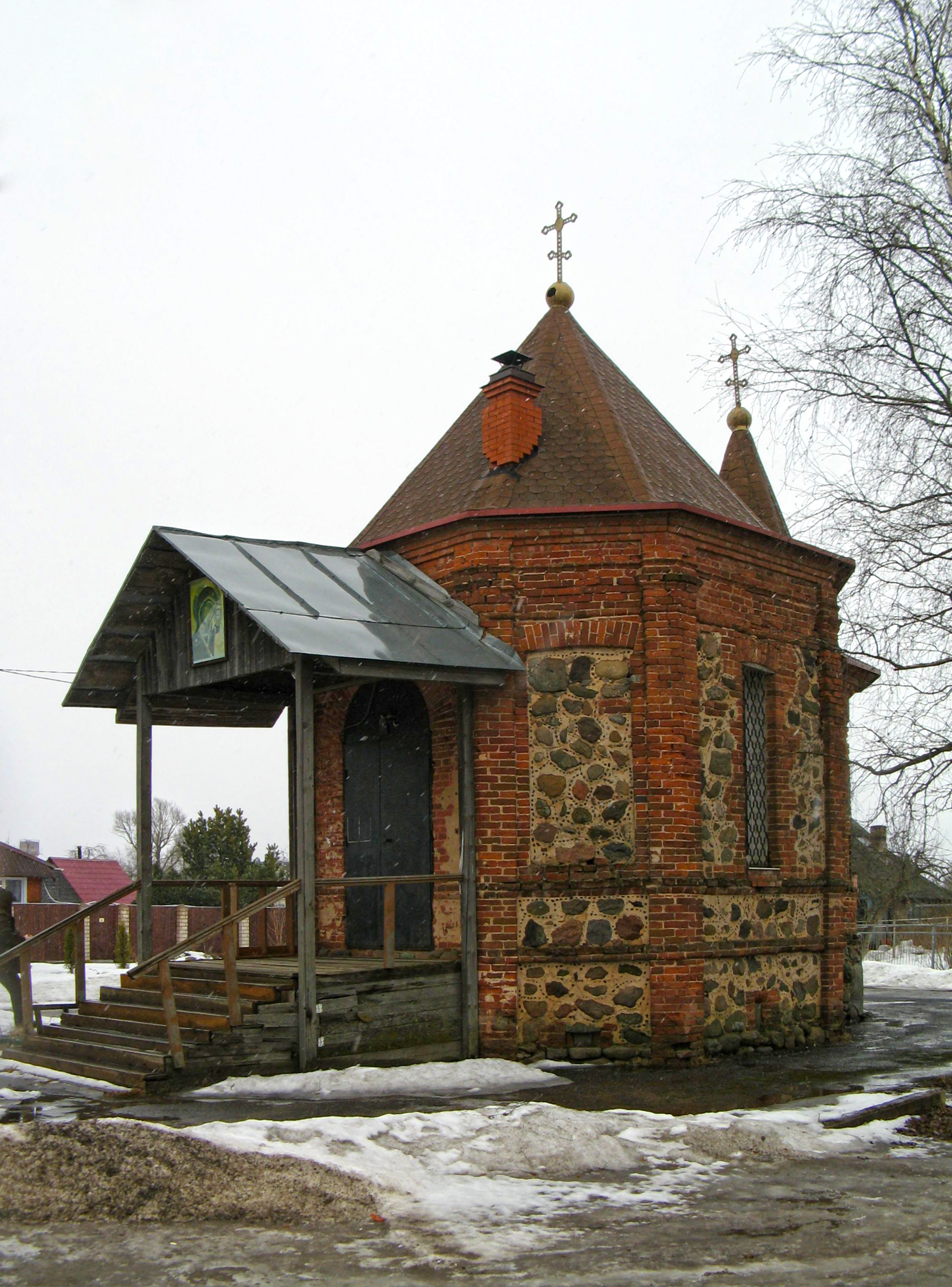
Вид со стороны крыльца (2021)
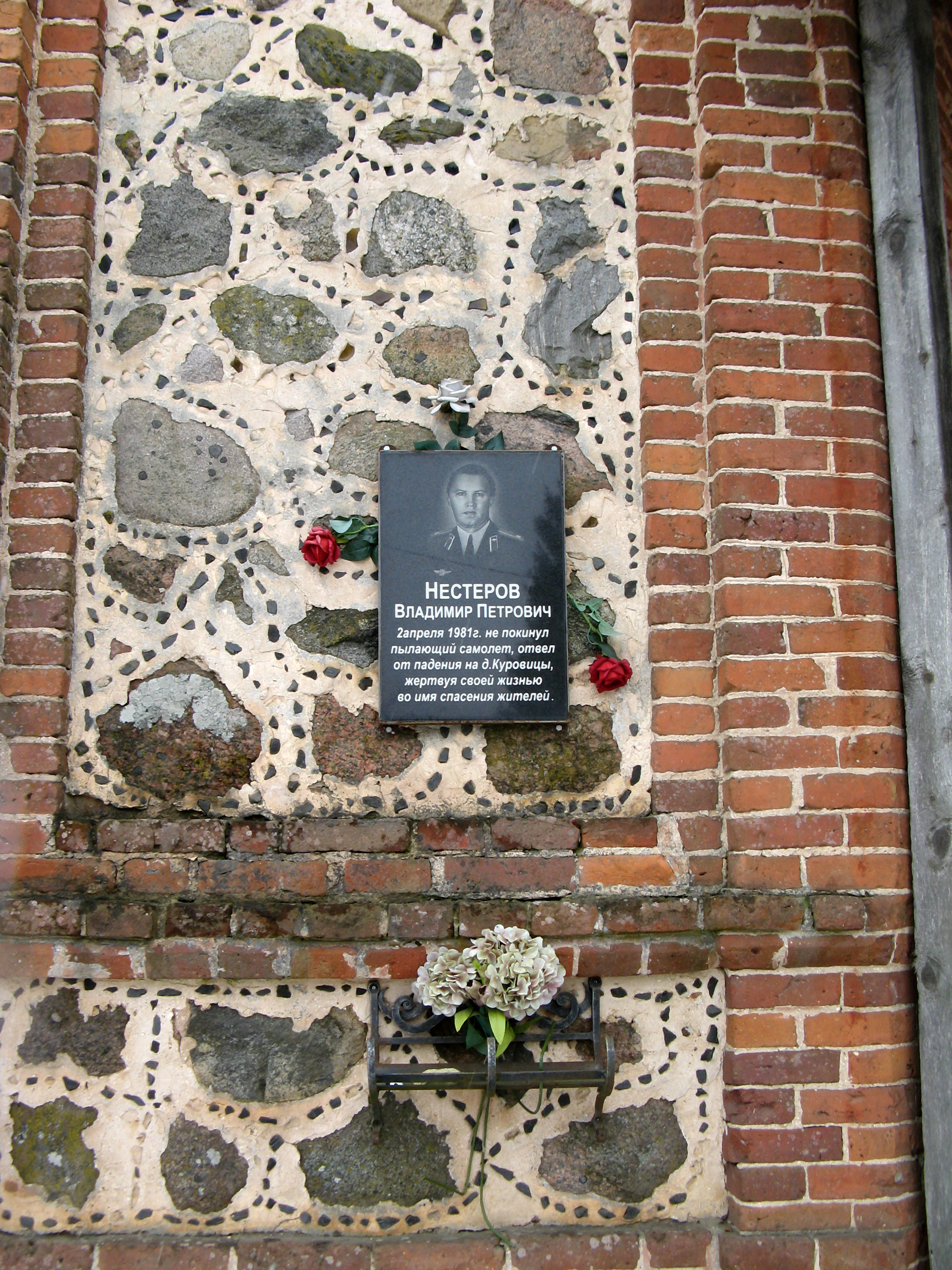
Памятная доска В. П. Нестерову (2021)